# Carl Thomsen
Carl Christian Frederik Jacob Thomsen (født 6. april 1847 i København, død 4. oktober 1912 sammesteds) var en dansk maler og tegner. Han var bror til Vilhelm Thomsen og far til Anton Thomsen.
Carl Thomsen var søn af Ludvig Frederik Thomsen (1801 – 1860) og Elise Johanne Christiane Cathrine født Schlegel (1813 – 1876). Da han var tre måneder gammel, blev hans far postmester i Randers, og der tilbragte han sin barndom; indtil sit 13. år gik han i Randers Latinskole, men da faren døde, flyttede familien til København, og Thomsen blev sat i det von Westenske Institut, hvorfra han blev student 1865; året efter tog han filosofikum. 
Uddannelse
Allerede i skolen tegnede han meget og besøgte kunstsamlingerne, men først i sit rusår valgte han Akademiet. Der blev han optaget i 1866 efter hjælp af Frederik Vermehren. Vermehren og Wilhelm Marstrand blev hans lærere, og han var med på Wilhelm Marstrands sidste hold til han i 1871 fik afgangsbevis. Thomsen stod i sin ungdom Kristian Zahrtmann og August Jerndorff nær.
Udstillinger
På Charlottenborg Forårsudstilling debuterede Thomsen i 1869 med en radering; i 1870 og de følgende år udstillede han et par genremalerier og portrætter, der ikke vakte synderlig opmærksomhed. Det var derimod tilfældet med hans billede fra 1874, Ved Examensbordet, med dets godmodige lunefulde fortælling og lige så elskværdige som alvorlige karakterskildring. I 1875 kom det første mere betydelige af de arbejder, hvori han slog ind på den elegiske retning, han siden har fulgt i mange af sine bedste værker, Moder og Datter, en ung pige, som betror moderen sin kærlighedssorg. 
Allerede her viser Thomsen sig i sin fulde ejendommelighed som en kunstner, hvem det først og fremmest er om den poetiske stemning at gøre, en fin lyrisk begavelse med hang til det vemodsfuldt idylliske, en jævn og ærlig karakterskildrer. 
Samme år rejste Thomsen for første gang til udlandet og opholdt sig det meste af et år i Rom, hvor han malede en del studier. På udstillingen 1876 kom dog kun danske billeder, deriblandt Ewalds første Møde med Arense, der ligesom senere flere af kunstnerens arbejder – To unge Piger, som binde en Krans (1877), En Tilstaaelse, der i 1879 fik den Neuhausenske Præmie, og flere – blev erhvervet af Kunstforeningen.
Ægteskab og flere udlandsrejser
13. oktober 1876 giftede han sig med Petra Elise Sophie Charlotte Diechmann (født 1848), datter af sognepræst til Stubbekøbing Hans Anton Severin Lobedanz Diechmann (1817-89) og Elise Cathrine født Bjerring (1812-86) og rejste med sin hustru til Rom, hvor han blev til sommeren 1877. Samme år udstillede han flere billeder over italienske motiver. 
I 1878 var Thomsen i Paris for at se udstillingen; 1880 rejste han i Tyskland, besøgte 1881 igen Paris, 1882 Wien, 1889 Holland og Frankrig. Også senere har han på kortere og længere rejser færdedes i udlandet. Af fremmed kunst spores der dog i Thomsens produktion kun ringe eller slet ingen påvirkning. Ligesom han i al sin tid så godt som udelukkende har interesseret sig for hjemlige emner, har han bestandig stået uden kendelig sympati for de fremmedes synsmåder. Han er en afgjort konservativ natur, helt igennem national og ganske uden for den indflydelse, nyere fransk teknik har udøvet på så mange af den kunstnergeneration, han tilhører.
Vurdering
Særlig udpræget kolorist er Thomsen ikke; hans billeder er altid meget stilfærdige i deres for øvrigt smukt og fint samlede farvevirkning, der så fuldt harmonerer med den milde og fredsommelige ånd, hvoraf de er bårne. Han komponerer naturlig og med ejendommelig nobel smag og er en ypperlig tegner, hvorom ikke mindst hans mange illustrationer til danske klassiske digterværker samt til forskellige tidsskrifter bære vidnesbyrd. Hans bedste illustrationssuiter er knyttede til B.S. Ingemanns Morgen- og Aftensange, Steen Steensen Blichers E Bindstouw, Johan Ludvig Heibergs De nygifte, Christian Richardts Fadervor og Oehlenschlägers Morgenvandring.
Mellem Thomsens vigtigste malerier fra hans modneste tid bør nævnes Besøg i Atelieret, der i 1887 blev hædret med udstillingens årsmedalje, Holberg i sit Studerekammer (1883; Museet i Århus), Hans Gram i sit Arbejdsværelse (1895; Universitetet), provst Gudes portræt (1892; Roskilde Domkirke) samt de billeder, der tilhøre Statens Samling: Indkvartering hos J.P. Mynster i Spjellerup Præstegaard (1890), Rahbek ved sin Hustrus Dødsleje (1895) og frem for alle det figurrige og i karakteristikken meget interessante Middag i en Præstegaard efter en Bispevisitats, der 1888 var blevet belønnet med udstillingsmedaljen. 

Thomsen, der i 1890 valgtes til medlem af Akademiet, fik 1901 titel af professor og var i 1892 blevet Ridder af Dannebrog.
Portrætteret
Thomsen er gengivet i selvportrætter 1871, 1880, 1886 (førhen i Johan Hansens samling), 1887 og 1907. Malerier af Kristian Zahrtmann 1875, Frants Henningsen (førhen hos Johan Hansen) og Herman Vedel 1908 (hos Udstillingskomiteen på Charlottenborg). Tegninger af Valdemar Irminger 1879 og Peter Ilsted 1883 og 1885. Portrætteret på P.S. Krøyers kultegning af Kunstnernes Modelskole 1882 og på Viggo Johansens maleri 1904 Et Akademiraadsmøde (Statens Museum for Kunst). Træsnit 1884 fra Carl Poulsen, 1894 og af H.C. Olsen 1909.

## Billeder
| - Værker af Carl Thomsen - V.A. Schlegel, 1869 (gravering) - Portræt af billedhuggeren Johannes Takanen (sv), 1870 - En gammel gård i Stubbekøbing, 1874 - Brevet, 1875 Eller: Ewalds første møde med Arendse. - Carl Thomsen og Kristian Zahrtmann i Kolding i 1870'erne. - Weyse i det tuteinske hus, 1782 - "En Søndag Eftermiddag", 1888 - Marie Cathrine Preisler i Dansk Skuespilkunst, 1880 - Middag i en præstegård efter en bispevisitats, 1888 - Storken sidder på Bondens Tag, 1889 - Præsten og skolelæreren, 1894 (litografi) - Rahbek ved sin hustrus dødsleje, 1894 - De tre farisæere, 1899 - Frk. Christine Daugaard i sit hjem i Ribe, 1900 - Kunstnerens datter Elise Thomsen, 1906 - Elise Dieckmann. Muligvis Petra Elise Sophie Charlotte Deichmann (1848-1926), Thomsens hustru Mellem 1865 og 1912 |